# Ein feste Burg ist unser Gott (Bach)
Ein feste Burg ist unser Gott (BWV 80) is een religieuze cantate gecomponeerd door Johann Sebastian Bach.

## Programma
De cantate is geschreven voor Hervormingsdag, 31 oktober. De geschiedenis wees die dag aan als het begin van de Reformatie. Verwijzend naar 31 oktober 1517, de avond voor Allerheiligen, toen Maarten Luther zijn 95 stellingen tegen de aflatenhandel op de deur van de kerk van Wittenberg spijkerde.

## Tekst
De cantate bestaat uit volgende delen:
1. Openingskoor: "Ein feste Burg is unser Gott"
2. Aria (bas) en koraal: "Alles, was von Gott geboren"
3. Recitatief ( bas): "Erwäge doch"
4. Aria (sopraan): "Komm in mein Herzenshaus"
5. Koraal: "Und wenn die Welt voll Teufel wär"
6. Recitatief (tenor): "So stehe denn bei Christi blutgefärbten Fahne"
7. Duet (alt en tenor): "Wie selig sind doch die, die Gott im Munde tragen"
8. Slotkoraal: "Das Wort sie sollen lassen stahn".

## Toelichting

### Algemeen

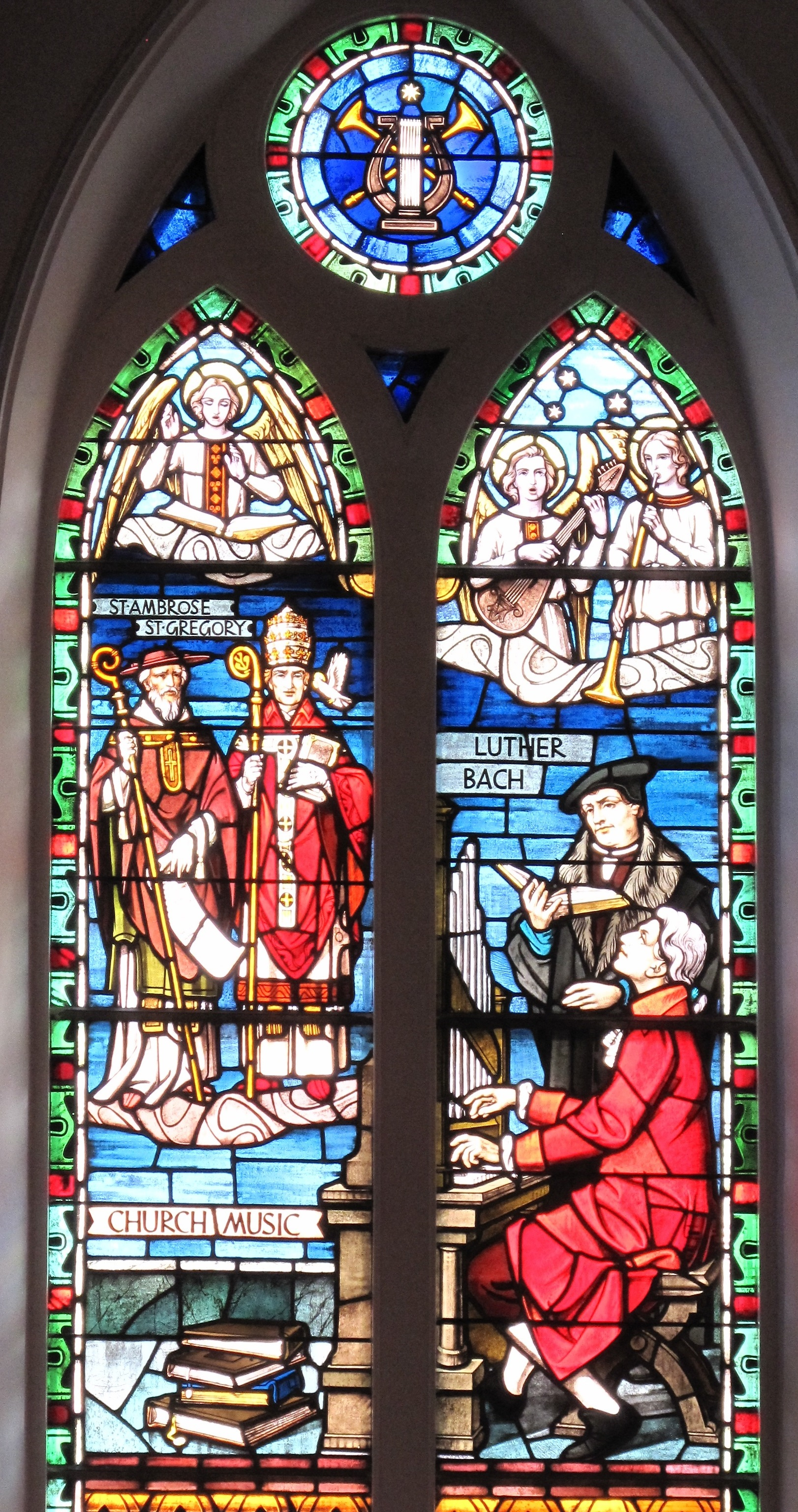
Raam van een kerk in Charleston waarop Bach inspiratie krijgt van Luther

In welk jaar de cantate geschreven is, is onduidelijk. Sommige bronnen spreken van 1727 of 1728. Maar waarschijnlijk kreeg de cantate haar definitieve vorm pas rond 1740.
Inspiratie deed Bach op bij oud materiaal uit zijn verblijf te Weimar. De aria's en recitatieven stammen van een cantate voor de derde zondag van de lijdenstijd ("zondag Oculi") met de evangelielezing uit Lukas 11:14-28, Jezus drijft de duivels uit (zie: kerkelijk jaar). De thematiek van de duiveluitdrijving kon men goed combineren met die van de Reformatie.
Het openingskoor is van latere datum en vermoedelijk na Bachs dood 
bewerkt door zijn zoon Wilhelm Friedemann. Pauken en trompetten voegde hij toe aan de delen 1 en 5. 
Qua tekstinhoud volgt de tekst de vier strofen van het Lutherlied. De cantate wordt zoals gebruikelijk afgesloten met een vierstemmig koraal. In dit geval de vierde, laatste strofe van het Lutherlied. Nu nog is het gebruikelijk in protestantse kerken op Hervormingsdag "Een vaste burcht" te zingen.
Kracht en overmoedige zelfverzekerdheid kenmerken deze cantate en geven het geheel een dwingende muzikale spanning.
Bachs cantate beïnvloedde vele latere componisten. Felix Mendelssohn Bartholdy wendde Bachs melodie aan in de laatste beweging van zijn vijfde symfonie, de zogenoemde Reformations-Sinfonie. In Giacomo Meyerbeers opera Die Hugenotten is de melodie een telkens terugkerend motief. Ook in Richard Strauss' opera Friedenstag, die zich aan het einde van de Dertigjarige Oorlog afspeelt klinkt zij door. Max Reger wendde de melodie ook aan in de koraalfantasie Ein feste Burg ist unser Gott op. 27 (1898) en in zijn koraalvoorspel Ein feste Burg ist unser Gott opus 135 a, Nr. 5.

### Muzikale verwerking
Het openingskoor heeft de vorm van een koraalmotet en symboliseert Gods omarming van de schepping. Slechts binnen de muren van de veilige burcht van het geloof is heil te verwachten en kunnen de mensen zo zorgeloos zingen.